# King Curtis

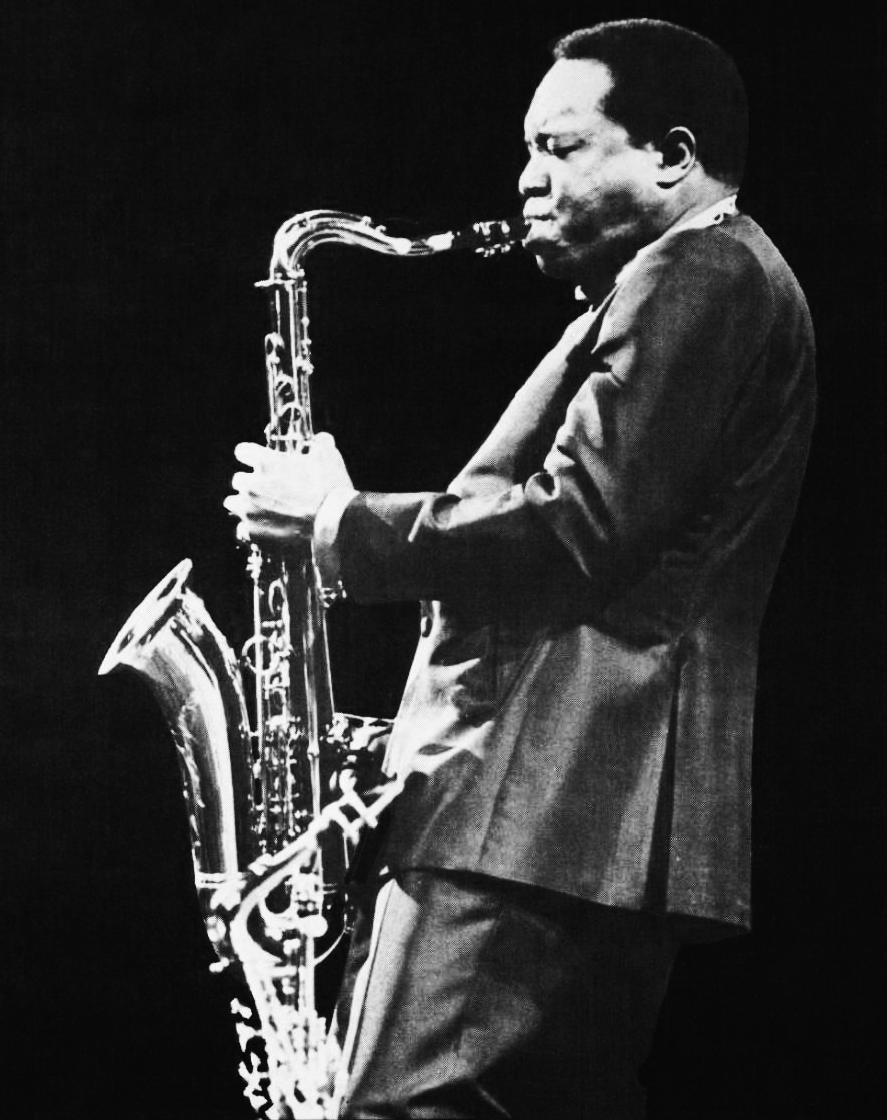
King Curtis, 1970

King Curtis (Curtis Ousley, Fort Worth, Texas, 7 de febrero de 1934-Nueva York, 13 de agosto de 1971) fue un músico estadounidense de soul jazz, southern soul, R&B y hard bop, saxofonista tenor. Su carrera se truncó a los 37 años cuando fue asesinado a manos de unos fanáticos del crack, politoxicómanos. 

## Trayectoria
A comienzo de los años 1950 dejó sus estudios para tocar profesionalmente, permaneciendo una temporada en la big band de Lionel Hampton (1952). A mediados de esa década grabó con la mayoría de compañías de Nueva York y la costa este, logrando una posición preeminente en el mundo del R&B, aunque su popularidad se afianzó en 1958 con la formación del grupo King Curtis & His Soul Inc. Ese mismo año, entró a formar parte de la compañía discográfica Atlantic, donde alcanzó una gran fama tocando junto a The Coasters. En 1962 llegó su único número uno en Billboard, «Soul twist», mientras formaba parte de la discográfica Enjoy Records. En 1963 firmó por un año con Capitol, donde grabó numerosos sencillos, entre ellos «Soul Serenade». En 1965 volvió a Atlantic donde finalizaría su carrera musical. 
En 1967 gozó de un gran éxito con los sencillos «Memphis Soul Stew» y «Ode to Billie Joe». Durante este tiempo grabó en el estudio con numerosos cantantes de la compañía pero su principal proyección la logró junto a Aretha Franklin, de quien fue director musical desde 1970.

## Discografía

### King Curtis
- The Good Old Fifties (1959)
- Have Tenor Sax, Will Blow (1959)
- Azure (1960)
- King Soul (1960)
- Soul Meeting (1960)
- Party Time (1961)
- Trouble in Mind (1961)
- Old Gold (1961)
- Night Train (1961)
- Doin' the Dixie Twist (1962)
- Country Soul (1962)
- Soul Twist and other Golden Classics (1962)
- It's Party Time (1962)
- The Best of (1962)
- Soul Serenade (1964)
- Plays Hits made by Sam Cooke (1965)
- That Lovin' Feeling (1966)
- Live at Small's Paradise (1966)
- Play Great Memphis Hits (1967)
- Memphis Soul Stew (1967)
- Sweet Soul (1968)
- Sax in Motion (1968)
- Instant Groove (1969)
- Everybody Talkin (1970)
- Get Ready (1970)
- Blues at Montreux (1971)

### King Curtis and The Kingpins
- King Size Soul (1967)
- Eternally, Soul (1968) con The Shirelles
- Soul Twist(1962) con The Noble Nights
- Live at Fillmore West (1971)